# Greg Baker
Greg Baker (Saint Paul, Minnesota, 16 de abril de 1968) é um ator de cinema e televisão e músico estadunidense. Ficou mais conhecido como o personagem Burger Pitt em I'm in the Band.

## Filmografia

### Televisão
| Ano       | Título                           | Personagem          | Episódios                            |
| --------- | -------------------------------- | ------------------- | ------------------------------------ |
| 1997      | Step by Step                     | Drew                | "The Big Date"                       |
| 1998      | Suddenly Susan                   | Michael             | "Matchmater, Matchmaker"             |
| 1998      | Saved by the Bell: The New Class |                     | "Guess Who's Running the Max"        |
| 1998      | As Seen On                       | Host                |                                      |
| 1998-2000 | Sports Night                     | Elliott             | 45 episódios                         |
| 2000      | The Hughleys                     | Crazy Larry         | "Scary Hughley"                      |
| 2001      | The West Wing                    | Entrevistador       | "Ellie"                              |
| 2001      | Three Sisters                    | Ron                 | "It's a Wonderful Life"              |
| 2002      | That's Life                      | Co-Worker           | "What's Family Got to Do with It?"   |
| 2002      | Grounded for Life                | Guy                 | "Is She Really Going Out with Walt?" |
| 2002      | Lizzie McGuire                   | Guarda              | "In Miranda Lizzie Does Not Trust"   |
| 2003      | The District                     | Clerk               | "Jupiter for Sale"                   |
| 2006      | ER                               | Highsmith           | "Out on a Limb"                      |
| 2006-2009 | Hannah Montana                   | Mr. Corelli         | 9 episódios                          |
| 2007      | Bones                            | Melvin Gallagher    | "The Killer in the Concrete"         |
| 2010      | I'm in the Band                  | Burger Pitt         |                                      |
| TBA       | Wizards of Waverly Place         | Rock Dale Kapaarret | Rock wizard                          |

### Filmes
| Ano  | Título                    | Personagem               |
| ---- | ------------------------- | ------------------------ |
| 1996 | D'Angel Among Us          | Hollander/Mark Goodheart |
| 1998 | Ballad of the Nightingale |                          |
| 2001 | Thank Heaven              | Paul Jones               |
| 2001 | Blown Chance              | Amigo                    |
| 2004 | Little Black Book         | Pessoa no bar            |
| 2005 | The Life Coach            | Francis "LC" O'Reilly    |
| 2007 | He Was a Quiet Man        | Copy Boy                 |
| 2010 | Letting Go                | O Editor do Maverick     |